# Nanakvada
Nanakvada é uma vila no distrito de Valsad, no estado indiano de Gujarat.

## Demografia
Segundo o censo de 2001, Nanakvada tinha uma população de 8339 habitantes. Os indivíduos do sexo masculino constituem 51% da população e os do sexo feminino 49%. Nanakvada tem uma taxa de literacia de 84%, superior à média nacional de 59,5%: a literacia no sexo masculino é de 87% e no sexo feminino é de 80%. Em Nanakvada, 9% da população está abaixo dos 6 anos de idade.